# Alexander Stubb
Cai-Göran Alexander Stubb (* 1. dubna 1968 Helsinky) je finský politik, od března 2024 třináctý prezident Finska, kterým byl zvolen v prezidentských volbách téhož roku. V letech 2014 a 2015 zastával úřad předsedy vlády Finska. Od května 2015 do června 2016 byl ministrem financí ve vládě Juhy Sipily. Mezi roky 2014 až 2016 působil jako předseda Národní koalice.
V období let 2017 až 2020 byl místopředsedou Evropské investiční banky. V roce 2019 se stal kandidátem na předsedu Evropské komise, nebyl však zvolen.

## Biografie

### Původ a vzdělání
Narodil se roku 1968 v Helsinkách do bilingvní rodiny švédsky hovořícího otce a finské matky. Otec pracoval v profesionálním ledním hokeji. V letech 1976–1983 zastával pozici výkonného ředitele Finského svazu ledního hokeje.
V roce 1986 absolvoval střední školu Mainland High School ve floridské Daytona Beach a za další dva roky dokončil helsinské gymnázium Gymnasiet Lärkan. Po splnění vojenské služby obdržel stipendium v golfu na Furmanovu univerzitu v Jižní Karolíně, kde začal studovat obchod. V průběhu přešel na obor politické vědy, v němž roku 1993 získal bakalářský titul (Bachelor of Arts, B.A.). Následujícího roku obhájil diplom z francouzského jazyka a vlastivědy na pařížské Sorbonně.
Na belgické Collège d'Europe dosáhl roku 1995 magisterského titulu (Master of Arts, M.A.) v oboru evropské záležitosti. Dále pokračoval postgraduálním studiem na London School of Economics v oboru filosofie a mezinárodní politika, které zakončil roku 1999 titulem Ph.D. V období 1995–1997 působil jako vědecký pracovník na ministerstvu zahraničních věcí a navazující dva roky při Akademii věd Finska. Od roku 1997 také psát sloupky.

### Politická kariéra
V letech 1999–2001 byl odborným specialistou finské reprezentace při Evropské unii v Bruselu, stejně jako členem finské vládní delegace na mezivládním vyjednávání o Niceské smlouvě. Od roku 2000 vyučoval jako asistent na Collège d'Europe. Po ukončení práce v mezivládním panelu o smlouvě z Nice se stal poradcem tehdejšího předsedy Evropské komise Romana Prodiho. V roce 2003 se vrátil k práci ve finském zastoupení při EU a začal působit jako expert mezivládního jednání o Smlouvě o Ústavě pro Evropu, která však nakonec nebyla přijata.
V roce 2004 kandidoval za finskou Národní koalici do Evropského parlamentu (EP), kam byl zvolen druhým nejvyšším počtem hlasů 115 225 finských voličů. Poslancem EP byl v letech 2004–2008. Poté zastával funkce ve finských vládách. Nejdříve mezi roky 2008–2011 jako ministr zahraničních věcí a následné tři roky působil jako ministr pro evropské záležitosti a zahraniční obchod. V červnu 2014 byl zvolen předsedou Národní koalice a deset dní poté jmenován předsedou vlády, když na obou pozicích vystřídal Jyrkiho Katainena.
Od května 2015 do června 2016 byl ministrem financí ve vládě Juhy Sipily. V období 2017–2020 zastával funkci místopředsedy Evropské investiční banky. V roce 2019 byl kandidátem na předsedu Evropské komise, nebyl však zvolen.
V roce 2024 byl zvolen finským prezidentem, když po výhře v prvním kole voleb těsně vyhrál nad nezávislým kandidátem Zeleného svazu Pekkou Haavisto.

### Soukromý život
Jeho manželka Suzanne Innesová-Stubbová je britská právnička. K roku 2014 pracovala v mediální skupině Sanoma. Společně mají dvě děti, dceru Emilii a syna Olivera Johana Stubbovy. Rodina žila v belgickém městě Genval, než se přestěhovala do Taipoly, části jihofinského města Espoo.
Jako sportovní nadšenec se Stubb pravidelně zúčastňuje maratonských běhů a také triatlonů; dokončil také náročný závod Ironman (Železný muž) na Havaji.
Jako finský Švéd jsou jeho rodnými jazyky finština a švédština. Dále hovoří anglicky, francouzsky a německy.

### Souvisejí články
- Prezident Finska
- Předseda vlády Finska
- Prezidentské volby ve Finsku 2024